# 比克利 (喬治亞州)
比克利（英語：Bickley）是位於美國喬治亞州韋爾縣的一個非建制地區。該地的面積和人口皆未知。

## 地理
比克利的座標為31°24′20″N 82°36′10″W / 31.40556°N 82.60278°W，而該地的平均海拔高度為50米（即164英尺）。